# Hemsöborna (1919)
Hemsöborna är en svensk dramafilm från 1919 baserad på August Strindbergs roman med samma namn.

## Om filmen
Filmen premiärvisades  5 maj 1919. När romanen filmades fanns flera av miljöerna från Strindbergs tid kvar, likaså levde flera av modellerna till persongalleriet i romanen. Hemsöborna har senare filmatiserats ytterligare tre gånger: 1944 i regi av Sigurd Wallén, 1955 i regi av Arne Mattsson och 1966 som TV-serie i sju delar med Bengt Lagerkvist som regissör. Artur Cederborgh filmdebuterade i filmen 1919 och han kom även att medverka vid inspelningen 1955.

## Rollista
- Rune Carlsten – Carlsson
- Mathilda Caspér – Anna Eva Flod
- Nils Arehn – pastor Nordström
- Gösta Cederlund – Gusten, madam Flods son
- Torsten Hammarén – Rundqvist, dräng på Hemsögården
- Wilhelm Berndtson – Norman, dräng på Hemsögården
- Hilma Barcklind – Clara, piga på Hemsögården
- Ingeborg Cederlund – Lotten, piga på Hemsögården
- Maja Arehn – Ida, köksa hos professorns
- Oscar Johanson – Moritz Diethoff, verkställande direktör i Fältspats AB Eagle
- Mia Hagman – bröllopsgäst
- Einar Hanson – Idas fästman
- Nils Bjuv – direktör Diethoffs medhjälpare
- Dessutom medverkar personer ur ortsbefolkningen i småroller och som statister.